# Libacao
Libacao è una municipalità di quarta classe delle Filippine, situata nella Provincia di Aklan, nella Regione del Visayas Occidentale.
Libacao è formata da 24 baranggay:
- Agmailig
- Alfonso XII
- Batobato
- Bonza
- Calacabian
- Calamcan
- Can-Awan
- Casit-an
- Dalagsa-an
- Guadalupe
- Janlud
- Julita

- Luctoga
- Magugba
- Manika
- Ogsip
- Ortega
- Oyang
- Pampango
- Pinonoy
- Poblacion
- Rivera
- Rosal
- Sibalew